# Claude Winter
Claude Winter (* 18. Februar 1931 in Tianjin, China; † 25. April 2011 in Paris; eigentlich Claude Marthe Elisabeth Wintergerst) war eine französische Theater- und Filmschauspielerin.

## Leben
Claude Winter, Tochter des Kinobesitzers Henri Wintergerst, studierte drei Jahre lang Schauspiel am Conservatoire national supérieur d’art dramatique bei Béatrix Dussane. 1953 gab sie ihr Theaterdebüt an der Comédie-Française, wo sie die folgenden 35 Jahre in zahlreichen Rollen klassischer Werke auf der Bühne stand. So war sie unter anderem als Chimène in Corneilles Le Cid und als Céphise in Racines Andromache zu sehen. Unter der Regie von Raymond Rouleau spielte sie in Hugos Ruy Blas, Strindbergs Ein Traumspiel und in Giraudoux’ Undine. Bereits 1950 hatte sie für André Hunebelles Film Der galante Abenteurer (Méfiez-vous des blondes) erstmals vor der Kamera gestanden. Es folgten jedoch nur vereinzelt Auftritte auf der Leinwand, da Winter sich mehr auf ihre Theaterarbeit konzentrierte. Im Fernsehen war sie in den 1970er Jahren in gefilmten Theaterinszenierungen von Stücken wie Corneilles Horace und Molières Tartuffe zu sehen. Unter der Regie von Francis Girod spielte sie die Frau des französischen Präsidenten (Jean-Louis Trintignant) in der Literaturverfilmung Le bon Plaisir – Eine politische Liebesaffäre (Le Bon plaisir, 1984). Noch im selben Jahr kam sie auch in Bertrand Taverniers Ein Sonntag auf dem Lande (Un dimanche à la campagne, 1984) zum Einsatz.
1987 wurde sie, als erste Frau, zum Doyen der Comédie-Française ernannt. 1988 war sie vorübergehend die Verwaltungsdirektorin des Theaters, das sie noch im selben Jahr verließ. Anschließend war sie Ehrenmitglied der Comédie-Française. Sie war in Frankreich zudem als Synchronsprecherin tätig. So lieh sie Susi in Disneys Susi und Strolch (Lady and the Tramp, 1955) ihre Stimme sowie Yvonne De Carlo in Die zehn Gebote (The Ten Commandments, 1956) und Elizabeth Taylor in Plötzlich im letzten Sommer (Suddenly, Last Summer, 1959) und Cleopatra (1963). Zuletzt war sie 2010 in dem Film Rendez-vous avec un ange als Großmutter zu sehen.

## Filmografie (Auswahl)
- 1950: Der galante Abenteurer (Méfiez-vous des blondes)
- 1954: Der Gemüsehändler von Paris (Crainquebille)
- 1972: Le Bunker (TV-Film)
- 1973: Bezahlt wird in Marseille (Les Hommes)
- 1982: Les Caprices de Marianne (TV-Film)
- 1984: Le bon Plaisir – Eine politische Liebesaffäre (Le Bon plaisir)
- 1984: Ein Sonntag auf dem Lande (Un dimanche à la campagne)
- 1992: Wilde Nächte (Les Nuits fauves)
- 1993: Paare und Geliebte (Couples et amants)
- 1994: Ein schwarzer Engel (L’Ange noir)
- 2010: Rendez-vous avec un ange

## Theaterauftritte (Auswahl)
- 1973–1974: Undine (Ondine) – als Königin Yseult, Salle Richelieu / Comédie-Française
- 1973–1974: Tartuffe (Le Tartuffe ou L’Imposteur) – als Elmire, Salle Richelieu / Comédie-Française
- 1975–1976: Horace – als Julie, Comédie-Française
- 1976–1977: Le Cid – als Elvire, Salle Richelieu / Comédie-Française
- 1976–1978: Les Fausses confidences – als Araminte, Salle Richelieu / Comédie-Française
- 1979–1981: Die Möwe (Чайка) – als Paulina, Salle Richelieu / Comédie-Française
- 1981–1983: Andromache (Andromaque) – als Céphise, Salle Richelieu / Comédie-Française
- 1983–1985: La Mort de Sénèque – als Pauline, Salle Richelieu / Comédie-Française
- 1984–1985: Le Triomphe de l’amour – als Léontine, Salle Richelieu / Comédie-Française
- 1986–1987: Der ewige Gatte (Вечный муж) – als Claudia, Comédie-Française

## Auszeichnungen
- 1988: Prix du Brigadier für ihre Rolle in Tod eines Handlungsreisenden am Centre national de création d’Orléans und am Théâtre National de l’Odéon